# Live in L.A. (Death & Raw)
Live in L.A. (Death & Raw) är ett livealbum med det amerikanska death metal-bandet Death, utgivet den 16 oktober 2001 av skivbolaget Nuclear Blast. Live in L.A. (Death & Raw) är ett av två Death-album som ursprungligen släpptes för att samla in pengar till Chuck Schuldiners cancerbehandling.
Uppträdandet utgavs också som video (VHS/DVD).

## Låtförteckning
1. "Intro / The Philosopher" – 3:52
2. "Spirit Crusher" – 6:26
3. "Trapped in a Corner" – 4:26
4. "Scavenger of Human Sorrow – 6:39
5. "Crystal Mountain" – 4:48
6. "Flesh and the Power It Holds" – 8:01
7. "Zero Tolerance" – 5:01
8. "Zombie Ritual" – 4:42
9. "Suicide Machine" – 4:15
10. "Together as One" – 4:11
11. "Empty Words" – 7:04
12. "Symbolic" – 6:17
13. "Pull the Plug" – 6:23

## Medverkande
Musiker (Death-medlemmar)
- Chuck Schuldiner – gitarr, sång
- Scott Clendenin – basgitarr
- Shannon Hamm – gitarr
- Richard Christy – trummor